# Ma Qinghua (Skilangläuferin)
Ma Qinghua (* 26. Mai 1995) ist eine chinesische Skilangläuferin. 

## Werdegang
Ma gewann in den Jahren 2014 und 2016 den Vasaloppet China und errang im Jahr 2019 den dritten Platz bei diesen Lauf. Bei den Winter-Asienspielen 2017 in Sapporo belegte sie den 14. Platz über 10 km Freistil und den zehnten Rang im 15-km-Massenstartrennen und bei den U23-Weltmeisterschaften 2018 in Goms den 28. Platz im Sprint, den 25. Rang im Skiathlon und den 23. Platz über 10 km klassisch. Sein Debüt im Weltcup hatte sie im November 2018 in Lillehammer, das er auf dem 79. Platz im Sprint und auf dem 72. Rang über 10 km Freistil beendete. Ihre besten Platzierungen bei den Nordischen Skiweltmeisterschaften 2019 in Seefeld in Tirol waren der 49. Platz im Sprint und zusammen mit Meng Honglian der 15. Rang im Teamsprint. Bei den Olympischen Winterspielen 2022 in Peking belegte sie den 50. Platz über 10 km klassisch, den 36. Rang im Sprint und den zehnten Platz mit der Staffel.

## Teilnahmen an Weltmeisterschaften und Olympischen Winterspielen

### Olympische Spiele
- 2022 Peking: 10. Platz Staffel, 36. Platz Sprint Freistil, 50. Platz 10 km klassisch

### Nordische Skiweltmeisterschaften
- 2019 Seefeld in Tirol: 15. Platz Teamsprint klassisch, 16. Platz Staffel, 49. Platz Sprint Freistil, 59. Platz 10 km klassisch